# Сборная Джерси-Гернси по шахматам
Сборная Джерси-Гернси по шахматам представляла два бейливика Джерси и Гернси на международных шахматных турнирах с 1982 по 1994 года. Наивысший рейтинг сборной составил 2220 (1988).

## Шахматные олимпиады
| Год                    | Город                 | Место                 |
| С 1970 по 1980 Гернси  | С 1970 по 1980 Гернси | С 1970 по 1980 Гернси |
| ---------------------- | --------------------- | --------------------- |
| 1982                   | Люцерн                | 70 место              |
| 1984                   | Салоники              | 79 место              |
| 1986                   | Дубай                 | 67 место              |
| 1988                   | Салоники              | 98 место              |
| 1990                   | Нови-Сад              | 87 место              |
| 1992                   | Манила                | 94 место              |
| 1994                   | Москва                | 122 место             |
| С 1996 Гернси и Джерси |                       |                       |

## Статистика
| Турнир              | Участий | Годы      | Лучший результат |
| ------------------- | ------- | --------- | ---------------- |
| Шахматная олимпиада | 7       | 1982—1994 | 67 место (1986)  |

## Состав сборной

### Гвардейцы
На шахматных олимпиадах чаще других за сборную выступал джерский шахматист Jonathan Hawes (5 раз, 1984—1992)

### Трансферы
| Пришли           | Пришли   | Пришли |
| Шахматист        | Откуда   | Год    |
| ---------------- | -------- | ------ |
| Le Blancq, Simon | Зимбабве | 1984   |

## Достижения

### Индивидуальный зачёт
Единственную медаль на шахматных олимпиадах за объединённую сборную Джерси-Гернси завоевал Gorden Comben:  2-я резервная доска (1984). 